# Christoph Riner

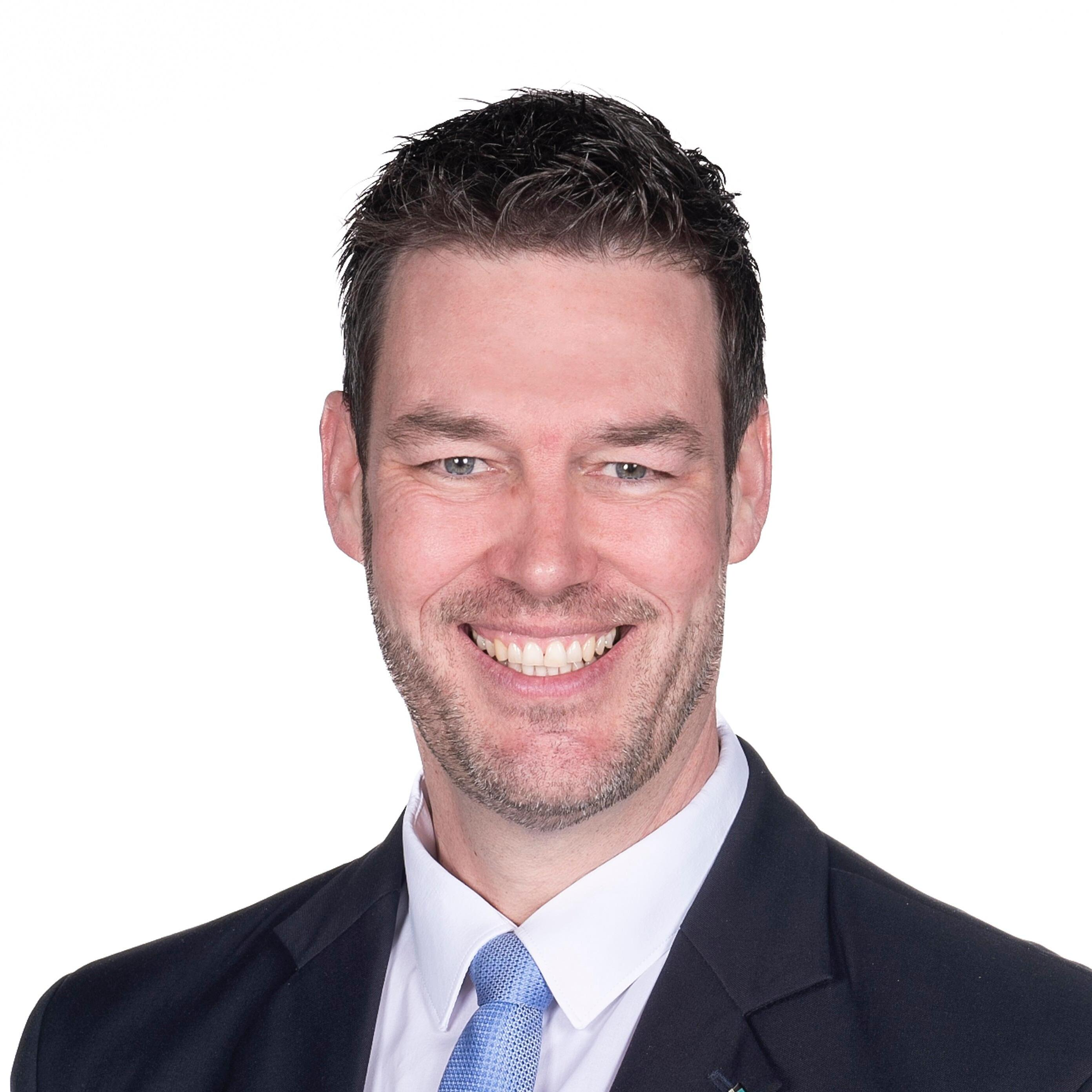
Christoph Riner

Christoph Riner (* 12. Juni 1977 in Aarau; heimatberechtigt in Zeihen) ist ein Schweizer Politiker (SVP). Seit 2023 ist er Nationalrat.

## Politik
Riner wurde 2009 in den Grossen Rat des Kantons Aargau und bei den Parlamentswahlen 2023 in den Nationalrat gewählt. Dort ist er Mitglied der Staatspolitischen Kommission (SPK-N) und der Legislaturplanungskommission (LPK-N).